# 't Jaer 30
 't Jaer 30 was een katholiek weekblad in Brugge (17 juli 1864 – 12 juni 1870).

## Geschiedenis
Deze militante krant werd gepubliceerd in ene periode dat er in Brugge een hevige strijd woedde tussen katholieken en liberalen. Ze speelde een belangrijke rol in de overwinning, zowel provinciaal als stedelijk, van de katholieke partij.
Met de volle steun van het bisdom verscheen  't Jaer 30, met als ondertitel politieke wegwijzer voor treffelijke lieden. De eerste opdracht bestond erin als gratis kiespamflet te dienen bij de verkiezingen van 11 augustus 1864. Vanaf de aanvang stond het blad onder de redactie van Guido Gezelle en onder de supervisie van vicaris-generaal Antoon Wemaer. Het blad werd al onmiddellijk getekend door de sterke persoonlijkheid van de hoofdredacteur, die er zijn talenten voor polemiek en voor vlotte journalistiek kon in botvieren. Het tijdschrift droeg in hoge mate bij tot de politieke bewustwording van het katholiek volksgedeelte in West-Vlaanderen, meer in het bijzonder in Brugge. Bij de katholieke studerende jeugd in West-Vlaanderen droeg ze bij tot het ontstaan van de Blauwvoeterie.
De titel van het blad verwees naar het ontstaan van het Belgisch koninkrijk en naar het unionisme dat toen hoogtij vierde: een eerlijk en progressistisch vergelijk tussen katholieken en liberalen, zoals het tot uiting was gekomen in de Grondwet. Het vergelijk werd volgens Gezelle en zijn opdrachtgevers met de voeten getreden door de liberalen die aan de macht waren en hun wetten en eenzijdige zienswijzen opdrongen. De katholieken waren volgens hem de beste behoeders om, binnen de katholieke traditie, ervoor te zorgen dat het een land van vrije Belgen bleef. 
Vanaf begin 1865 werd de ultramontaanse en conservatieve koers duidelijk, in de lijn van de in december 1864 verschenen encycliek Quanta Cura, waarin de liberale vrijheden werden veroordeeld. 
Na enkele jaren waarin de politieke tegenstellingen, ook binnen de katholieke zuil, zich lieten voelen en tevens financiële problemen optraden, verdween de overwerkte en gedeprimeerde Gezelle uit de redactie. Toen de belangstelling van de lezers zienderogen afnam, werd hij teruggeroepen. Op 12 juni 1870 nam Modest Delplace de uitgave over van H. Vandenberghe-Denaux en onmiddellijk werd de naam gewijzigd in  't Jaer 70, een nieuw gazetje voor christelijke Vlamingen. In het hoofdartikel van dat nummer, verkondigde men de terugkeer van Gezelle: "Djilleke leeft nog". Gezelle verdween weldra uit Brugge en uit de Brugse kranten, maar  't Jaer 70 bleef bestaan tot in 1884.